# Miniopterus griveaudi
Espèce
Répartition géographique
Statut de conservation UICN

 DD  : Données insuffisantes
Miniopterus griveaudi est une espèce de chauves-souris de la famille des Miniopteridae.

## Publication originale
- (en) David L. Harrison, « A new subspecies of lesser long-winged bat Miniopterus minor Peters, 1867, from the Comoro Islands », Durban Museum Novitates, vol. 5,‎ 1959, p. 191–196 (ISSN 0012-723X).